# Billboard Hot Digital Songs

Logo von Billboard

Die Charts Hot Digital Songs des Billboard-Magazins listen die in den USA am häufigsten heruntergeladenen Lieder auf.
Im Februar 2005 wurden diese Hitparade von Billboard erstmals veröffentlicht. Bereits zuvor stieg die Popularität an Downloadverkäufen der Lieder an, was Billboard zum Anlass nahm, diese zu erheben.